# Paciornica jagodowa
Paciornica jagodowa (Monilinia baccarum (J. Schröt.) Whetzel) – gatunek grzybów z rodziny twardnicowatych (Sclerotiniaceae).

## Systematyka i nazewnictwo
Pozycja w klasyfikacji według Index Fungorum: Monilinia, Sclerotiniaceae, Helotiales, Leotiomycetidae, Leotiomycetes, Pezizomycotina, Ascomycota, Fungi.
Po raz pierwszy takson ten opisał w 1879 r. Joseph Schröter, nadając mu nazwę Rutstroemia baccarum. Obecną, uznaną przez Index Fungorum nazwę nadał mu w 1945 r. Herbert Hice Whetzel, przenosząc go do rodzaju Monilinia. Pozostałe synonimy:
- Sclerotinia baccarum (J. Schröt.) Rehm 1885
- Stromatinia baccarum (J. Schröt.) Boud. 1907[2].

## Morfologia
Jasnoszare, czasem szaroróżowe pseudosklerocja występują w ściółce pod roślinami żywicielskimi. Wiosną tworzą się w nich jedno lub dwa apotecja. Są ciemnobrązowe, kopulaste o średnicy 6 mm., osadzone na ciemnobrązowym trzonie o wysokości 40–50 mm. Hymenium brązowe, cylindryczne, z ośmioma zarodnikami, 140–180 μm (średnio 170 μm) × 10 – 14 μm (średnio 13 μm). Askospory szkliste, elipsoidalne, 14,5–20,8 μm (średnio 17,3 μm) × 5,9–7,3 μm (średnio 6,6 μm). Parafizy nitkowate z przegrodami u podstawy i nierozgałęzione.
U anamorf Monilia baccarum od późnej wiosny do wczesnego lata obserwowano cytrynkowate, szkliste makrokonidia. Tworzą szaro-białą warstwę na wklęsłej stronie nowych pędów i liści. Mają rozmiar 19–28 μm (średnio 23,5 μm) × 14–21 μm (średnio 17 μm) i oddzielone są trzonkami o długości 3–4 μm. Kolonie na PDA i YEMEA rosną wolno i osiągają średnicę 50 mm w ciągu 21 dni. Tworzą białą grzybnię, na rewersie szarobrązową. W hodowli nie zaobserwowano makrokonidiów, tworzyły się natomiast na strzępkach kuliste, szkliste mikrokonidia o średnicy 2–3 μm.

## Występowanie i siedlisko
Znane jest występowanie Monilinia baccarum głównie w Europie, poza nią podano tylko jedno stanowisko w Ameryce Północnej. W Polsce podano kilka stanowisk.
Grzyb pasożytniczy, monofag, pasożytujący na borówce czarnej (Vaccinium myrtillus). Powoduje zamieranie nowo wschodzących pędów, które brązowieją i opadają. Na zainfekowanych roślinach owoce borówki stają się blade, suche, kurczą się, mumifikują i opadają na ziemię.